# M'Liss (film 1915)
M'liss è un film muto del 1915 diretto da O.A.C. Lund.
M'liss è un modo gergale per il nome Melissa: il soggetto del film è tratto dal racconto M'liss: An Idyll of Red Mountain di Bret Harte apparso in Stories of the Sierras.

## Produzione
Il film fu prodotto dalla World Film. Venne girato a Asheville, nella Carolina del Nord e a St. Augustine, in Florida.

## Distribuzione
Distribuito dalla World Film, il film uscì nelle sale cinematografiche USA l'8 marzo 1915.

## Versioni cinematografiche
Dal romanzo di Bret Harte sono state tratte diverse versioni cinematografiche:
- M'Liss di O.A.C. Lund (1915)
- Il giglio selvatico di Marshall Neilan (1918)
- The Girl Who Ran Wild di Rupert Julian (1922)
- M'Liss di George Nichols Jr. (1936)